# Christian Larsen (bokser)
 Der er flere personer med dette navn, se Christian Larsen.
Christian Larsen (født 12. september 1947, død 24. juli 2021 i Nørresundby) var en dansk professionel bokser i letmellemvægt.
Christian Larsen boksede som amatør for bokseklubben Lindholm BK for hvem han i årene 1965-1968 vandt fire jyske og fire danske mesterskaber i let-mellemvægt. Christian Larsen deltog ved EM i 1967, hvor han tabte i første runde og i Sommer-OL 1968 i Mexico City, hvor han tabte sin anden kamp, og opnåede ikke medalje.
Christian Larsen debuterede som professionel den 11. september 1969 i Idrætsparken i København samme aften, som Tom Bogs vandt europamesterskabet i mellemvægt mod Juan Carlos Duran. Christian Larsen mødte franskmanden Jean Claude Courteille, der i sin samlede boksekarriere på 22 kampe kun opnåede to sejre. Christian Larsen vandt komfortabelt over franskmanden.
Efter sin debut boksede Christian Larsen en række kampe over modstandere af forskellig kvalitet. Han vandt i 1970-1971 over tyskeren Dieter Klay, italieneren Alberto Torri og franskmanden Albert Menduni, alle boksere, der havde pæne rekordlister, og som lå lige under niveauet for de bedste europæiske boksere i klassen. Christian Larsen vandt sin 22. kamp ud af 23 mulige, da han på udebane i Italien besejrede den udmærkede Osvaldo Smerilli på point. Christian Larsen løb dog ind i karrierens første nederlag, da han i sin næste kamp den 7. december 1972 blev slået ud af argentineren Hector Ruben Arocha i KB Hallen i København. Arocha var en erfaren bokser, der havde mødte en række af verdens bedste mellemvægtere, og han var for stor en opgave for Christian Larsen.
Den 10. maj 1973 blev Christian Larsen matchet mod den stærke ghanesiske weltervægter Eddie Blay, der kort forinden havde vundet over Jørgen Hansen og gået 15 omgange om det britiske imperiale mesterskab. Christian Larsen tabte på point over 8 omgange. Christian Larsen boksede sin sidste kamp senere på året den 6. september 1973, da han boksede uafgjort mod italieneren Armando Patronelli.
Christian Larsen opnåede 28 kampe, hvoraf han vandt de 24 (7 før tid), tabte kun to og boksede to uafgjort.